# Oligonychus malawiensis
Oligonychus malawiensis är en spindeldjursart som beskrevs av Meyer 1974. Oligonychus malawiensis ingår i släktet Oligonychus och familjen Tetranychidae. Inga underarter finns listade i Catalogue of Life.